# 福仁里 (臺中市)
福仁里，舊稱「瓦磘仔」，位於臺灣臺中市潭子區中部，面積為1.3940平方公里，人口有12,659人，東臨新田、聚興里，西接甘蔗、頭家里，南連北屯區，北臨潭陽里，為省道台三線交通樞紐，縱貫線、山線鐵路縱貫本里，形成多處立體道路。

## 地名由來
早期該地有一座燒屋瓦供人蓋房子的窯，因而得名「瓦磘仔」。二戰後初期稱「瓦窯村」，由於地方居民認為村名不雅，遂於1990年9月1日改名為「福仁村」。2010年12月25日，配合臺中縣市合併，潭子鄉福仁村改制為潭子區「福仁里」。

## 宗教
- 保安寺（觀音媽廟）